# Ковыльное (Раздольненский район)
Ковы́льное (до 1945 года Мона́й Неме́цкий; укр. Ковильне , крымскотат. Manay, Манай) — село в Раздольненском районе Республики Крым, центр Ковыльновского сельского поселения (согласно административно-территориальному делению Украины — Ковыльновского сельского совета Автономной Республики Крым)

## Население
| 2001 | 2014 |
| ---- | ---- |
| 833  | ↘783 |

Всеукраинская перепись 2001 года показала следующее распределение по носителям языка
| Язык             | Процент |
| ---------------- | ------- |
| русский          | 71.79   |
| украинский       | 16.33   |
| крымскотатарский | 11.4    |
| другие           | 0.24    |

### Динамика численности
| - 1905 год — 95 чел. - 1915 год — 85/90 чел. - 1926 год — 83 чел. - 1939 год — 118 чел. - 1974 год — 740 чел. | - 1989 год — 954 чел. - 2001 год — 833 чел. - 2009 год — 755 чел. - 2014 год — 783 чел. |

## Современное состояние
На 2016 год в Ковыльном числится 18 улиц и 3 переулка; на 2009 год, по данным сельсовета, село занимало площадь 116,2 гектара, на которой в 315 дворах проживало 755 человек. В селе действует средняя общеобразовательная школа-детский сад, сельский дом культуры, библиотека, храм преподобного Серафима Саровского. Ковыльное связано автобусным сообщением с райцентром и соседними населёнными пунктами.

## География
Ковыльное — село на востоке района, в степном Крыму. Расположено у границы с Первомайским районом, высота центра села над уровнем моря — 70 м. Ближайшие населённые пункты — Волочаевка в 3,7 км на запад, Ветрянка в 4 км на юго-восток и Сенокосное в 2,5 км на север. Расстояние до райцентра около 9 километров (по шоссе), ближайшая железнодорожная станция — Красноперекопск (на линии Джанкой — Армянск) — примерно 52 километра. Транспортное сообщение осуществляется по региональной автодороге 35К-015 Раздольное — Евпатория (по украинской классификации — Т-01-11).

## История
Немецкое лютеранское село Монай Немецкий (Монай Новый или Дейч Монай) было основано на арендованной земле неким А. М. Шакаем, в Коджамбакской волости Евпаторийского уезда в начале XX века, поскольку первые сведения относятся к 1905 году, когда в деревне числилось уже 95 жителей (по другим данным в 1912 году). На 1914 год в селении действовала земская школа. По Статистическому справочнику Таврической губернии. Ч.II-я. Статистический очерк, выпуск пятый Евпаторийский уезд, 1915 год, в деревне Монай Новый (А. М. Шакая) Коджамбакской волости Евпаторийского уезда числилось 12 дворов (все дворы безземельные) с немецким населением в количестве 85 человек приписных жителей и 90 — «посторонних», из которых 107 мужчин и 68 женщин. Жители землёй не владели, но за селением числилось 2190 десятин земли. В хозяйствах имелось 121 лошадь, 68 волов, 23 коровы и 1038 голов мелкого скота. Согласно списку 1915 года «…русских подданных из австрийских, венгерских или германских выходцев» землевладельцев, опубликованном в газете «Таврические губернские ведомости» в апреле 1915 года, при деревнях Абай-Смаил и Ички-Монай значились братья Галлер, владевшие: Фердинанд Готлибович — 617 десятинами и Вильгельм Готлибович — 204 дес.; братья Кельм: Вильгельм Христофорович, имевший 102 дес. и Якуб Христофорович — 154 дес.. Семья Янц: Готлиб Готфридович — 102 дес., Фердинанд Готфридович — 195 дес. и, видимо, его сын, Иоганес Фердинандович — 40 дес.. Кроме того записаны Вирх Фридрих Иоганнович, влалевший 102 дес., Кремер Егор Иоганович — 40 дес. и Фридрих Готфрид Вильгельмович — 144 дес..
После установления в Крыму Советской власти, по постановлению Крымревкома от 8 января 1921 года № 206 «Об изменении административных границ» была упразднена волостная система и в составе Евпаторийского уезда был образован Бакальский район, в который включили село, а в 1922 году уезды получили название округов. 11 октября 1923 года, согласно постановлению ВЦИК, в административное деление Крымской АССР были внесены изменения, в результате которых округа были отменены, Бакальский район упразднён и село вошло в состав Евпаторийского района. Согласно Списку населённых пунктов Крымской АССР по Всесоюзной переписи 17 декабря 1926 года, в селе Монай Новый, Ак-Шеихского сельсовета Евпаторийского района, числилось 19 дворов, из них 18 крестьянских, население составляло 83 человека, из них 70 немцев, 11 украинцев, 1 русский, 1 записан в графе «прочие». Постановлением ВЦИК РСФСР от 30 октября 1930 года был создан Фрайдорфский еврейский национальный (лишённый статуса национального постановлением Оргбюро ЦК КПСС от 20 февраля 1939 года) район (переименованный указом Президиума Верховного Совета РСФСР № 621/6 от 14 декабря 1944 года в Новосёловский) (по другим данным 15 сентября 1931 года) и село включили в его состав, а после создания в 1935 году Ак-Шеихского района (переименованного в 1944 году в Раздольненский) Монай-Немецкий включили в его состав. Видимо, тогда же село сделали центром сельсовета, поскольку это было зафиксировано уже на 1940 год. По данным всесоюзной переписи населения 1939 года в селе проживало 118 человек.
Вскоре после начала Великой Отечественной войны, 18 августа 1941 года крымские немцы были выселены, сначала в Ставропольский край, а затем в Сибирь и северный Казахстан. В годы войны на фронтах погибли 78 жителей сёл современного Ковыльновского сельского поселения: Монай Немецкий, Смаил-Бай и Черкез татарский. В их честь в 1969 году в центре села установлен памятный знак в виде бетонной полнофигурной скульптуры раненного воина, опирающегося на землю, со знаменем в правой руке. Постановлением Совета министров Республики Крым № 627 от 20 декабря 2016 года памятник отнесён к категории объектов культурно-исторического наследия России регионального значения.
Указом Президиума Верховного Совета РСФСР от 21 августа 1945 года Монай-Немецкий был переименован в Ковыльное и Монайский сельсовет — в Ковыльновский. С 25 июня 1946 года Ковыльное в составе Крымской области РСФСР, 26 апреля 1954 года Крымская область была передана из состава РСФСР в состав УССР Указом Президиума Верховного Совета УССР «Об укрупнении сельских районов Крымской области», от 30 декабря 1962 года село присоединили к Черноморскому району, видимо, тогда же был ликвидирован сельсовет. 1 января 1965 года, указом Президиума ВС УССР «О внесении изменений в административное районирование УССР — по Крымской области», вновь включили в состав Раздольненского. По данным переписи 1989 года в селе проживало 954 человек. С 12 февраля 1991 года село в восстановленной Крымской АССР, 26 февраля 1992 года переименованной в Автономную Республику Крым. С 21 марта 2014 года в составе Крыма аннексировано Россией.